# Palamu (huyện)
Huyện Palamu là một huyện thuộc bang Jharkhand, Ấn Độ. Thủ phủ huyện Palamu đóng ở Daltonganj. Huyện Palamu có diện tích 8717 ki lô mét vuông. Đến thời điểm năm 2001, huyện Palamu có dân số 2092004 người.